# Иваненко, Дмитрий Дмитриевич
Дми́трий Дми́триевич Иване́нко (16 (29) июля 1904 год, Полтава — 30 декабря 1994, Москва) — советский физик-теоретик, доктор физико-математических наук (1940), профессор МГУ (1943). Лауреат Сталинской премии (1950), первооткрыватель протонно-нейтронной модели ядра (1932).

## Биография
Родился в 1904 году в Полтаве. В 1920 году окончил полтавскую мужскую гимназию. В 1920—1923 годах работал учителем физики и математики трудовой школы Полтавы, одновременно учился в Полтавском педагогическом институте и работал в Полтавской астрономической обсерватории. Поступил в Харьковский университет, после первого курса был переведён в ЛГУ, который окончил в 1927 году. Иваненко прекрасно знал историю, литературу, музыку, живопись, владел основными европейскими языками (английским, немецким, французским, итальянским). Рассказывал, как однажды читал Гёте наперегонки с одним немецким профессором — кто больше знает — и победил.
В 1927—1929 годах — стипендиат имени В. А. Стеклова, научный сотрудник ленинградского отделения ФИАН. В 1929 году переехал в Харьков, возглавив теоретический отдел Украинского ФТИ, стал одним из главных организаторов и редактором издававшегося в Харькове на иностранных языках первого советского «Физического журнала Советского Союза» (Physikalische Zeitschrift der Sowjetunion), инициировал и стал членом оргкомитета первых трёх Всесоюзных теоретических конференций в Харькове. В феврале 1931 года утверждён в звании профессора президиумом ВСНХ УССР. В 1930—1931 годах занимал должности заведующего кафедрой теоретической физики Харьковского механико-машиностроительного (бывшего технологического) института, профессора Харьковского университета.
С 1931 года вновь в Ленинграде, старший научный сотрудник ЛФТИ, руководитель семинара по ядерной физике. В сентябре 1933 года вместе с А. Ф. Иоффе и И. В. Курчатовым организовал 1-ю Всесоюзную ядерную конференцию в Ленинграде. В 1932—1935 годах — редактор теоретического отдела Ленинградского отделения Государственного технико-теоретического издательства, под его редакцией впервые на русском языке вышло 8 сборников работ и книг классиков современной физики (Л. де Бройля, В. Гейзенберга, П. Дирака, Э. Шрёдингера, М. Бриллюэна, А. Зоммерфельда, А. Эддингтона). В 1933—1935 годах — профессор, заведующий кафедрой физики ЛПИ имени М. Н. Покровского.
27 февраля 1935 года арестован, и постановлением Особого совещания при НКВД СССР от 4 марта 1935 года осуждён на три года и как «социально опасный элемент» выслан из Ленинграда в Карагандинский исправительно-трудовой лагерь. Новым постановлением Особого совещания от 30 декабря 1935 года лагерь был заменён ссылкой в Томск до конца срока. В ссылке (1936—1939) работал старшим научным сотрудником СФТИ, где руководил теоретическим семинаром теоретического отдела и общеинститутским теоретическим семинаром, также вёл семинар по технике перевода для аспирантов и соискателей, редактировал «Труды СФТИ», был профессором и заведующим кафедрой теоретической физики Томского университета. В 1937/38 учебном году по совместительству работал в Томском педагогическом институте.
В 1939—1942 годах — профессор, заведующий кафедрой теоретической физики УрГУ имени А. М. Горького (Свердловск), в 1940—1941 годах — профессор, заведующий кафедрой теоретической физики КГУ имени Т. Г. Шевченко. 25 июня 1940 года защитил докторскую диссертацию по теме «Основы теории ядерных сил» в ФИАН имени П. Н. Лебедева.
С 1943 года до последних дней — профессор кафедры теоретической физики физического факультета Московского университета. 50 лет руководил теоретическим семинаром и с 1961 года по 1994 год — гравитационным семинаром кафедры теоретической физики физфака МГУ.
В 1944 году в момент подготовки выборов заведующего кафедрой теоретической физики физического факультета МГУ выступил на стороне консервативного большинства учёного совета и декана факультета А. С. Предводителева, указав на ряд ошибок в работах Тамма, в результате А. А. Власов получает 24 голоса, Тамм — 5 голосов . В. Л. Гинзбург в интервью утверждает, что Иваненко писал доносы на Тамма и на него.
В 1944—1948 годах — заведующий кафедрой физики МСХА имени К. А. Тимирязева, где организовал биофизическую лабораторию, в которой руководил работами по использованию атомной науки и техники в биологии и сельском хозяйстве. Уволен из академии после августовской сессии ВАСХНИЛ 1948 года. В 1945 году с апреля по август находился в рядах Советской Армии в Германии.
В 1944 году Иваненко и И. Я. Померанчук, установив, что энергия электрона в бетатроне может быть повышена лишь до определённого предела, впервые указали на возможность нарушения нормальной работы этого прибора. Это открытие послужило началом большого цикла работ по исследованию излучения релятивистских электронов в магнитном поле, получившего название синхротронного излучения.
В 1950—1963 годах — старший научный сотрудник Института истории естествознания и техники АН.
В 1961 году был инициатором проведения первой Гравитационной конференции в Москве, организатор Советской гравитационной комиссии. В 1959—1975 годах — член Международного гравитационного комитета.

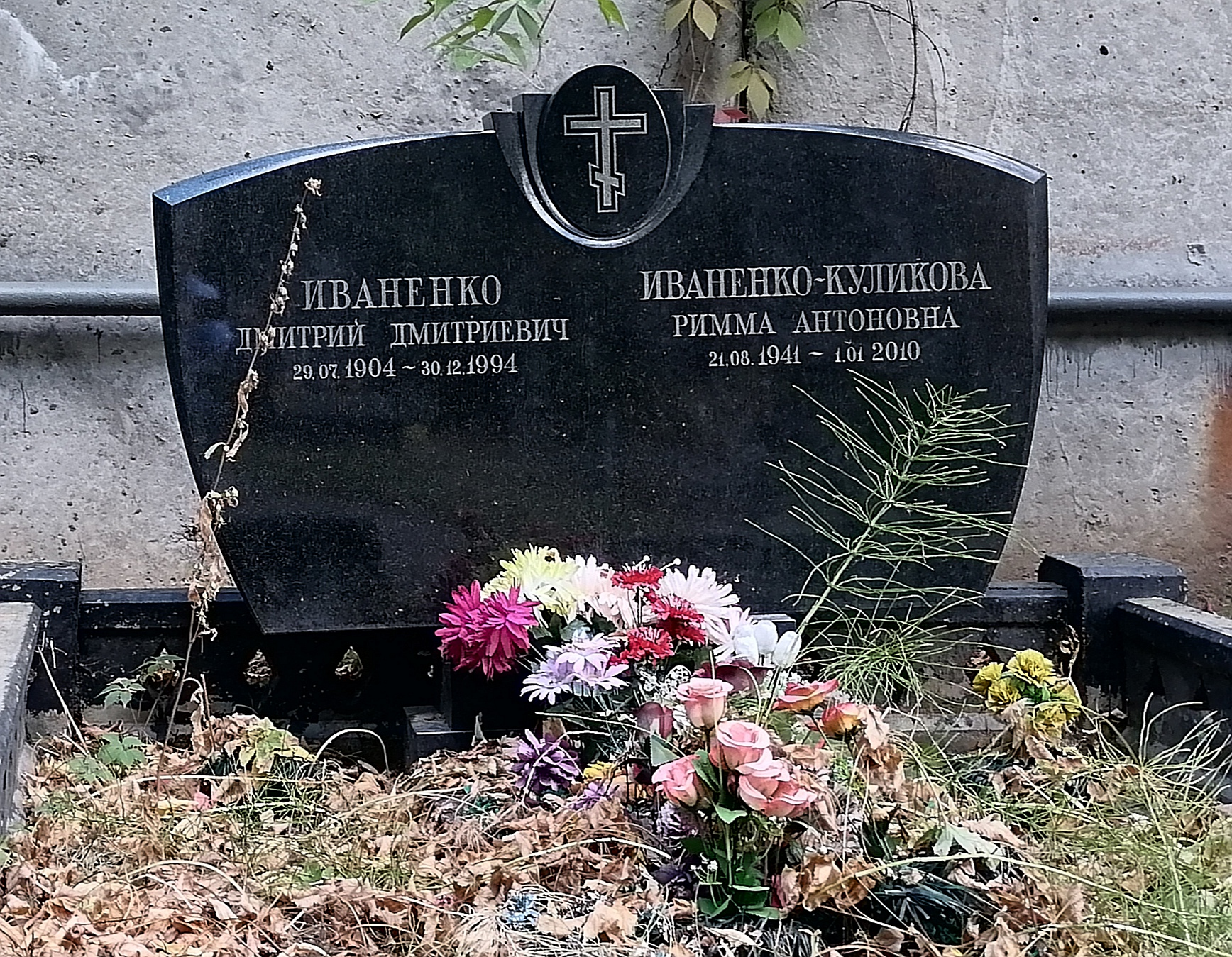
Могила на Кунцевском кладбище

Скончался 30 декабря 1994 года. Похоронен в Москве на Кунцевском кладбище.

## Научные исследования
Работы относятся к ядерной физике, теории поля, синхротронному излучению, единой теории поля, теории гравитации, истории физики. Большинство работ выполнены совместно с крупнейшими физиками первой половины XX века.
Совместно с Г. А. Гамовым вывел уравнение Шрёдингера, исходя из модели 5-мерного пространства (1926).
Совместно с Л. Д. Ландау рассматривал связь волновой механики с классической (1927).
Совместно с Л. Д. Ландау рассматривал уравнение Клейна — Гордона, статистику Ферми — Дирака и альтернативное описание фермионов в терминах антисимметричных тензоров (геометрия Иваненко — Ландау — Кэлера) (1927—1928).
Совместно с Г. А. Гамовым и Л. Д. Ландау рассматривал теорию мировых констант (1928).
Совместно с В. А. Фоком разработал теорию параллельного переноса спиноров, обобщив уравнение Дирака на случай тяготения (1929).
Совместно с В. А. Фоком описали движение фермионов в гравитационном поле (коэффициенты Фока – Иваненко). Нобелевский лауреат Абдус Салам назвал эту работу первой, с современной математической точки зрения, калибровочной моделью.
Совместно с В. А. Амбарцумяном высказал гипотезу рождения массивных частиц в процессе взаимодействия, лёгшую в основу современной квантовой теории поля (1930).
Первым предложил протонно-нейтронную модель ядра (1932), впоследствии развивавшуюся также Вернером Гейзенбергом. Рассмотрел нейтрон как элементарную частицу и указал, что при бета-распаде электрон рождается подобно фотону.
Совместно с Е. Н. Гапоном разработал оболочечную модель атомных ядер (1932).
Совместно с И. Е. Таммом показал возможность взаимодействия посредством обмена частицами с ненулевой массой покоя (1934).
Разработал совместно с А. А. Соколовым математический аппарат теории ливней космических лучей (1938) (после соответствующих работ Ландау и Румера).
Предложил нелинейное обобщение уравнения Дирака (1938), на основе которого в 1950—1960-е годы параллельно с Вернером Гейзенбергом развивал единую нелинейную теорию поля, учитывающую кварки и субкварки.
Предсказал совместно с И. Я. Померанчуком синхротронное излучение (1944). Разработал совместно с А. А. Соколовым классическую теорию синхротронного излучения (1948).
Развил теорию гиперядер (1956).
Совместно с Д. Ф. Курдгелаидзе предсказал в 1964-м году деконфайнмент и существование кварковых звёзд.
В 1960—1980-е годы совместно с учениками выполнил целый ряд работ по теории гравитации, в том числе выдвинул гипотезу кварковых звёзд, разрабатывал тетрадную, обобщённую и калибровочную теории гравитации, учитывающие наряду с кривизной также и кручение.
Опубликовал более 300 научных работ и 4 монографии. Под его редакцией вышли 27 сборников статей и книг ведущих зарубежных учёных.

## Ученики
- Мамасахлисов, Ваган Иванович
- Мирианашвили, Матвей Михайлович
- Гулиев, Нариман Агагулу оглу
- Родичев, Владимир Иванович
- Соколов, Арсений Александрович
- Мицкевич, Николай Всеволодович
- Пономарёв, Владимир Николаевич
- Пронин, Пётр Иванович
- Сарданашвили, Геннадий Александрович
- Горелик, Геннадий Ефимович

## Награды и звания
- Сталинская премия второй степени (1950) — за работы по теории «светящегося» электрона и по современным проблемам электродинамики, изложенные в монографии «Классическая теория поля» (1949)
- орден Трудового Красного Знамени (1980)
- Заслуженный профессор Московского университета (1994)
- Член редколлегии журнала «Известия вузов. Физика»
- Член редколлегии журнала «Nuovo Cimento»
- Член Российского физического общества (1990—1994)